# Актюбинская ТЭЦ
Актюбинская ТЭЦ или Актобе ТЭЦ — казахская теплоэлектростанция, расположенная в городе Актобе, административном центре Актюбинской области. Управляющее предприятие — ООО «Актобе ТЭЦ», дочерняя организация АО «Самрук-Энерго». Обеспечивает тепло- и электроснабжение города Актобе.

## Строительство и обслуживание
17 ноября 1939 года технический совет Народного комиссариата чёрной металлургии СССР утвердил проектное задание на строительство Актюбинского завода ферросплавов и Актюбинской ТЭЦ. Её строительство началось в начале 1941 года, ТЭЦ должна была обеспечивать электрической и тепловой энергией Актюбинский завод ферросплавов. При строительстве использовалось оборудование, демонтированное с Харьковской ТЭЦ-4 (ТЭЦ Харьковского тракторного завода), Киевской ГРЭС-2 и Ленинградской электростанции.
В январе 1943 года ТЭЦ дала первый промышленный ток для нужд АЗФ. Мощность станции к 1945 году составляла 50 МВт, в основное оборудование входили 7 паровых котлов и 4 турбогенератора. В 1960 году ТЭЦ была передана с баланса АЗФ на баланс Энергоуправления, в составе которого проработала до сентября 1996 года. В 1962—1966 годах было введено в эксплуатацию оборудование блока высокого давления (4 паровых котла и 2 турбины с электрической мощностью 50 МВт). К концу десятилетия, однако, почти всё основное оборудование полностью выработало свой ресурс.
В 1980—1995 годах в эксплуатацию были введены 6 водогрейных котлов (один ПТВМ-100 и 5 котлов КВГМ-100), химводоочистка подпитки теплосетей и аккумуляторные баки, расширено мазутное хозяйство, В то же время станция лишилсь возможности в течение года стабильно генерировать установленную электрическую мощность. В 1987 году была заменена турбина № 6, в 1991—1992 годах заменены конденсационные турбоагрегаторы №1 и 2 на противодавленческие, в 1994 году обновлён турбоагрегат №5. Позже был демонтирован турбоагрегат №4, что временно снизило мощность станции до 73 МВт. Турбоагрегат №4 был возвращён в 2002 году, что позволило повысить мощность с 73 до 102 МВт.
В мае 2005 года из эксплуатации был выведен водогрейный котёл ПТВМ-100 № 1, тепловая мощность составляла 1139 ГКал. В 2008 году была поставлена станция дозирования реагента Elimin-ox (производительность 11,2 л/ч, реализация проекта при участии предприятия Water Asia Service). В 2012 году был демонтирован турбоагрегат №3, что снизило электрическую мощность станции до 88 МВт и тепловую до 878 Гкал/ч. Предполагалось заменить его до 2014 года с целью повышения мощности станции до 117 МВт. На 2013 год тепловая мощность составляла 1139 Гкал/ч, электрическая мощность — 88 МВт. В 2013 году станцией было выработано 824,8 млн кВт⋅ч электроэнергии и 1753,5 млн Гкал тепловой электроэнергии. В 2016 году в эксплуатацию был введён новый турбоагрегат ПТ-30/40-3,01,0 (в конденсационном режиме) с номинальной мощностью 30 МВт.

## Характеристики
Первоначальным топливом был бурый уголь Берчогурского месторождения. В наши дни основной вид топлива — природный газ и нефтяной попутный газ. Текущий источник водоснабжения для подпитки котлов — поверхностный водозабор из реки Илек. С 2016 года тепловая мощность ТЭЦ — 878 Гкал/ч, электрическая — 118 МВт. На 2022 год планировался ввод газотурбинной установки Siemens SGT-800 мощностью 57 МВт с котлом-утилизатором, что повысило бы мощность всей ТЭЦ до 175 МВт. Потери конденсата на Актюбинской ТЭЦ составляют от 30-40%, возмещаются добавочной водой, которая проходит тщательную обработку на химводоочистке № 1, и пермеатом, получаемым на УОО в здании химводоочистки № 2.
По оценке газеты «Диапазон» за 2024 год, Актюбинская ТЭЦ входит в число 7 теплоэлектроцентралей Казахстана (при 37 ТЭЦ во всей стране), чьё состояние оценивается как хорошее. Эта ТЭЦ работает с 1943 года без перебоев.

## Финансы
Доходы предприятия ООО «Актобе ТЭЦ»:
- 2010 год — 4,308 млрд тенге
- 2011 год — 4,52 млрд тенге
- 2012 год — 5,082 млрд тенге
- 2013 год — 5,11 млрд тенге

В 2023 году сообщалось, что до 2027 года инвестиционная программа предприятия составляла 22,5 млрд тенге, которые должны пойти на обновление оборудования и улучшение экологических показателей.